# 羅蘭德·拉岑伯格
羅蘭德·拉岑伯格（Roland Ratzenberger）（1960年7月4日—1994年4月30日）是奧地利賽車手。他於1994年聖馬利諾大獎賽排位賽中在維倫紐夫看台處（Villeneuve curva）失控衝出賽道撞擊到水泥護牆而身亡。
羅蘭德·拉岑伯格為自里卡多·派拉提（在1982年加拿大大獎賽中意外身亡）之後第一位死於F1比賽的車手。
距離上一位死於F1測試的車手埃里奧·德·安吉尼斯（為布拉漢姆車隊試車時意外身亡於保羅·里卡多賽道）的死亡也已經有8年。
巴西車手艾爾頓·冼拿於次日意外身亡。

## 連結
- Roland Ratzenberger （页面存档备份，存于） – memorial website （德文）
- F1 Rejects – a further tribute to Ratzenberger
- F1 Fanatic Who's Who: Roland Ratzenberger （页面存档备份，存于）
- Roland Ratzenberger's fatal crash